# Братский (Усть-Лабинский район)
Братский — хутор в Усть-Лабинском районе Краснодарского края.
Административный центр Братского сельского поселения.

## География
Хутор расположен в 20 км к востоку от районного центра — города Усть-Лабинска (28 км по дороге) на берегу левого притока Кубани реки Зеленчук Второй (Терс или Мокрый) при впадении в него реки Зеленчук Средний (Сухой).

### Улицы
| - пер. Больничный, - пер. Колхозный, - пер. Речной, - пер. Садовый, - ул. Берёзовая, - ул. Вишнёвая, - ул. Восточная, - ул. Комсомольская, - ул. Ленина, - ул. Мира, | - ул. Октябрьская, - ул. Первомайская, - ул. Пролетарская, - ул. Саратовская, - ул. Северная, - ул. Сиреневая, - ул. Советская, - ул. Степная, - ул. Школьно-Киевская. |

## История
Хутор Братский поименован как производное от малороссийского слова «брацкї».В начале 60-х годов XIX века, ещё до переноса границы за Кубань, на месте современного хутора обосновались несколько семей православных старообрядцев греческого закона из Чигиринского уезда Киевской губернии. Поставили они лёгкие постройки для себя и кошары для скота на месте бывшего ногайского стойбища. Вначале поселенцы ограничились вольным использованием сенокосных земель местного юрта. Но под давлением казачьего начальства вынуждены были взять в аренду 100 десятин земли, у полковника 25-го конного полка Кубанского казачьего войска – Олимпия Трифоновича Макарова, привилегированного хозяина этих угодий, получившего их в 1865 году по окончании службы на кордонной линии по реке Пшехе. Полковник Макаров свой хутор не осваивал, а лишь сдавал земли в аренду. Он разрешил для постоянного жилья строить арендаторам хаты. В начале 1880 года поселенцы на его частнособственных участках создали братскую общину. Это братство изначально приобрело характер сельскохозяйственного трудового коллектива. В течение трёх лет за умеренную плату через кредит банка, члены братства выкупили в свою собственность эти земли у Макарова, ставшего к тому времени уже генерал-майором. Вместе со вновь прибывшими в эти края безземельными чинами в 1882 году они зарегистрировали Братское поземельное товарищество. Крестьян и казаков, желающих тогда купить эти плодородные земли, набралось около 22 семей. Для полного расчёта с продавцом членами товарищества был взят кредит в Кубанском Кооперативном банке,  который  предоставлялся из  расчёта 7% годовых. Вся покупаемая товариществом земля была поделена на паи, в зависимости от вносимых средств и принятых членами обязательств. На один пай пришлось по одной десятине пашни. Река и территория поселения стали общей собственностью товарищества. У каждого члена товарищества был свой земельный надел, который состоял  из  приусадебного и полевого. Периодически они могли подлежать переделу, но усадебные  переделы  не практиковались. Для того, что бы всё было справедливо, сенокосы, которые были в небольшом количестве, довольно часто меняли. При согласии братства, любой член товарищества, конечно, потом мог из него выйти, однако осуществить это право на практике было нелегко - соответствующие выкупные платежи были весьма велики.
По сведениям 1882 года, на Макаровском хуторе стояло около 30 хат, времянок и других крытых камышом строений. В них проживало 130 человек лиц невойскового сословия, в основном прибывших с уездов Павлогорадского (Вязовская волость), Грайворонского и Бахмутского Екатеринославской губернии. Капитальные кирпичные дома в излучине реки Мокрый Зеленчук (по черкесски - Терс) местные жители начали ставить только лет через десять, уже после окончательного освоения пахотных земель и осушения прибрежных плавней.  К тому времени в окрестных местах наряду с трудовым товариществом проживали служивые имущие казаки с узаконенными земельными наделами. В силу того, что на хуторе селились в основном иногородние с Малороссийских краёв, как и в большинстве других соседних, в первые годы здесь повсеместно господствовало слобожанское наречие украинского языка – т.н. «балачка».
С конца 1885 года официально стали именовать это селение хутором Братским. А в 1889 году он попал в список поселений, входящих в состав 2-го призывного участка Майкопского отдела Кубанского Казачьего Войска и население, со всеми вытекающими повинностями и льготами, было обращено в казаки. С этого времени хутор находился под строгим контролем войсковой администрации и стал обязательным призыв молодых мужчин неказачьего сословия на службу в Кубанское Войско наравне с другими поселениями. Объединённое правление находилось в хуторе Александровском, в юрты которого он перешёл с 1886 года. Учитывалось строевых казаков (всегда готовых на случай войны и призывающихся в лагеря) 25% от мужского населения хутора, из них постоянно вне хутора на службе должны были находиться четыре-пять казаков. Приказом атамана иногородним на хуторе селиться не разрешалось. В 1896 году численность коренного населения хутора достигла 330 человек. На их деньги был построен православный молитвенный дом с первоклассной школой. После столыпинской реформы 1906 года с перепродажей земли стало проще и вновь прибывшие иногородние принялись активно селиться в окрестностях хутора, стоить новые хаты и поселения. В 1913 году в Братском уже стояло 60 дворов и проживало 608 жителей, имея свою мельницу, церковь и молитвенный дом, две школы - церковно-приходская и казачья, три училища Министерства Народного Просвещения . Земельное довольствие всё так же как и 30 лет назад, составляло 880 десятин земли, из них пахотных – 760.
После передачи хутора в 1915 году в Кавказский отдел Кубанского Казачьего Войска, сам хутор стал волостного значения, волость возникла на основе окружающих крестьянских общин. Было введено волостное управление, в состав волости стали входить почти все окрестные неказачьи поселения по реке Зеленчук. Перед самой революцией на хуторе стало появляться много неоседлых иногородних работников, особенно женщин, потерявших мужей во время войн. Иногда их число доходило до 100 человек. За революционные годы население хутора резко уменьшилось до 200 человек. Сразу после февральской революции 1917 года, хутор Братский был передан в Екатеринодарский отдел ККВ. А 2 июня 1924 года все отделы Кубано-Черноморской области, как и само Войско, были упразднены.
В Советское время в 1927 году, население составляло 572 жителя, и было 92 подворья. В 2010 году на хуторе Братском проживало 1400 человек.

## Население
| 2002 | 2010  |
| ---- | ----- |
| 1317 | ↗1452 |